# Rio Bonito (vattendrag i Brasilien, Goiás, lat -16,47, long -51,38)
Rio Bonito är ett vattendrag i Brasilien.   Det ligger i delstaten Goiás, i den centrala delen av landet, 400 km väster om huvudstaden Brasília.
Omgivningen kring Rio Bonito är huvudsakligen savann. Området är mycket glesbefolkat, med 2 invånare per kvadratkilometer.